# イーゲルネスト
有限会社イーゲルネストは、テレビアニメ、劇場作品、CMなど各種アニメーション制作を事業内容とする日本の企業。

## 沿革
- 1986年9月1日：東京に開設された個人事業、スタジオOMの青森スタジオとして設立。
- 1997年6月1日：青森スタジオ代表者の個人事業として独立。
- 2003年9月1日：有限会社スタジオOM青森ワークスとして法人化。
- 2008年5月1日：社名を「有限会社イーゲルネスト」とし、引き続き制作事業を行う。

社名変更から後にアニメーション制作部門を「スタジオOM青森ワークス」と再び呼称するようになるが、作品によっては社名である「イーゲルネスト」と混在している。アニメーション制作における仕上作業を主に、原画の受注を開始した。
また、本社代表の白戸勝彦氏が元・アニメ撮影監督の佐々木正典と協力する形でワークショップ「アニメ作品ができるまで！」を開催している。

## 主な参加作品

### テレビアニメ
- 美味しんぼ （1988年-1992年）仕上
- 恐竜冒険記ジュラトリッパー （1995年）仕上
- ふしぎ遊戯 （1995年-1996年）仕上
- 名探偵コナン （1996年-）仕上
- 赤ちゃんと僕 （1996年-1997年）仕上
- るろうに剣心 -明治剣客浪漫譚- （1996年-1998年）仕上
- 烈火の炎 （1997年-1998年）仕上
- 魔法のステージファンシーララ （1998年）仕上
- プリンセスナイン 如月女子高野球部 （1998年）仕上
- カウボーイビバップ （1998年）仕上
- ぶぶチャチャ （第1シリーズ：1999年／第2シリーズ：2001年）仕上
- 妖しのセレス （2000年）仕上
- アルジェントソーマ （2000年-2001年）
- 機動天使エンジェリックレイヤー （2001年）仕上
- ヒカルの碁 （2001年-2003年）デジタルペイント
- はじめの一歩 （2002年）仕上
- おねがいティーチャー （2002年）デジタルペイント
- 流星戦隊ムスメット （2004年）デジタルペイント
- D.Gray-man （2006年-）デジタルペイント
- ドージンワーク （2007年）デジタルペイント
- 古代王者 恐竜キング Dキッズ・アドベンチャー （2007年）デジタルペイント
- 機動戦士ガンダム00 （2007年-2008年）デジタルペイント
- ヨルムンガンド （2011年-2012年）デジタルペイント
- ドラえもん （2012年,2016年）デジタルペイント
- ルパン三世 princess of the breeze 〜隠された空中都市〜 （2013年）デジタルペイント
- ご注文はうさぎですか? （2014年）デジタルペイント
- アカメが斬る! （2014年）デジタルペイント
- キャプテン・アース （2014年）仕上げ
- ヒーローバンク （2014年-2015年）仕上
- 競女!!!!!!!! （2016年）仕上
- ゼロから始める魔法の書 （2017年）仕上
- ゴブリンスレイヤー （2018年）デジタルペイント
- ソラとウミのアイダ （2018年）原画

### OVA
- 夢枕獏 とわいらいと劇場 （1991年）仕上
- ここはグリーン・ウッド （1991年-1993年）
- 鴉天狗カブト 黄金の目のケモノ （1992年）仕上
- ぼくのマリー Vol.1～3 （）
- ふしぎ遊戯 OVA編 全2巻 （）
- ふしぎ遊戯 永光伝 Vol.1～4 （）
- ジャイアントロボ THE ANIMATION -地球が静止する日 （1992年-1998年）仕上
- KEY THE METAL IDOL （1994年-1997年）仕上
- 新機動戦記ガンダムW Endless Waltz （1997年1月25日 - 1997年7月25日）#2-3仕上
- 炎のらびりんす （2000年）仕上
- 伝心 まもって守護月天! （2000年-2001年）仕上

### 劇場映画
スタジオOM青森ワークス表記
| タイトル                                                 | 公開時期       | 備考               |
| -------------------------------------------------------- | -------------- | ------------------ |
| 聖闘士星矢 真紅の少年伝説                                | 1998年7月23日  |                    |
| ドラゴンクエスト ダイの大冒険 起ちあがれ!!アバンの使徒   | 1992年3月7日   | 仕上               |
| 劇場版美少女戦士セーラームーンR                          | 1993年12月5日  | 協力プロダクション |
| 遠い海から来たCOO                                        | 1993年12月11日 | 協力プロダクション |
| SLAM DUNK                                                | 1994年3月12日  | 協力プロダクション |
| スラムダンク 全国制覇だ! 桜木花道                        | 1994年7月9日   | ノンクレジット     |
| ママレード・ボーイ                                       | 1995年3月4日   | 協力プロダクション |
| スラムダンク 湘北最大の危機! 燃えろ桜木花道              | 1995年3月4日   | 協力プロダクション |
| ドラゴンボールZ 龍拳爆発!!悟空がやらねば誰がやる         | 1995年7月15日  | 協力プロダクション |
| スラムダンク 吠えろバスケットマン魂!! 花道と流川の熱き夏 | 1995年7月15日  | 協力プロダクション |
| X -エックス-                                             | 1996年8月3日   | 仕上協力スタジオ   |
| もののけ姫                                               | 1997年7月12日  | 仕上               |
| 新世紀エヴァンゲリオン劇場版 Air/まごころを、君に        | 1997年7月19日  | 仕上               |
| 新機動戦記ガンダムW Endless Waltz 特別篇                 | 1998年8月1日   |                    |
| ドクタースランプ アラレのびっくりバーン                  | 1999年3月6日   | 協力プロダクション |
| アキハバラ電脳組 2011年の夏休み                          | 1999年8月14日  | 仕上               |
| デジモンアドベンチャー                                   | 1999年3月6日   | 協力プロダクション |
| ああっ女神さまっ                                         | 2000年10月21日 |                    |
| エスカフローネ ESCAFLOWNE                                | 2000年7月24日  | 仕上               |
| 劇場版ポケットモンスター セレビィ 時を超えた遭遇         | 2001年7月7日   | 仕上協力           |
| COWBOY BEBOP 天国の扉                                    | 2001年9月1日   | 仕上げ             |
| パルムの樹                                               | 2002年3月16日  | 仕上げ協力         |
| 鋼の錬金術師 シャンバラを征く者                          | 2005年7月23日  | ペイント           |
| ブレイブ ストーリー                                      | 2006年7月8日   | デジタルペイント   |
| 超劇場版ケロロ軍曹                                       | 2006年3月11日  | 仕上協力           |
| 名探偵コナン 探偵たちの鎮魂歌                            | 2006年4月15日  | デジタルペイント   |
| 超劇場版ケロロ軍曹2 深海のプリンセスであります!          | 2007年3月17日  | 仕上               |
| ヱヴァンゲリヲン新劇場版:序                              | 2007年9月1日   | ノンクレジット     |
| 劇場版 はいからさんが通る 前編 〜紅緒、花の17歳〜        | 2017年11月11日 | デジタルペイント   |
| 文豪ストレイドッグス DEAD APPLE                          | 2018年3月3日   | 仕上               |
| 劇場版ポケットモンスター みんなの物語                    | 2018年7月13日  | ペイント協力       |
| シン・エヴァンゲリオン劇場版                             | 2021年3月8日   | 仕上げ協力         |

イーゲルネスト表記
| タイトル                                                    | 公開時期       | 備考             |
| ----------------------------------------------------------- | -------------- | ---------------- |
| イヴの時間 劇場版                                           | 2010年3月6日   | 仕上げ協力       |
| 劇場版 STEINS;GATE 負荷領域のデジャヴ                       | 2013年4月20日  | 仕上             |
| かぐや姫の物語                                              | 2013年11月23日 | 仕上協力         |
| 劇場版 TIGER & BUNNY -The Rising-                           | 2014年2月8日   | 仕上げ           |
| ポケモン・ザ・ムービーXY 破壊の繭とディアンシー             | 2014年7月16日  | ペイント         |
| 映画 妖怪ウォッチ 誕生の秘密だニャン!                       | 2014年12月20日 | 作画・仕上協力   |
| ドラえもん のび太の宇宙英雄記                               | 2015年3月7日   | 仕上             |
| コードギアス 亡国のアキト 第3章「輝くもの天より堕つ」       | 2015年5月2日   | 仕上             |
| コードギアス 亡国のアキト 第4章「憎しみの記憶から」         | 2015年7月4日   | 仕上             |
| ポケモン・ザ・ムービーXY 光輪の超魔神 フーパ                | 2015年7月16日  | ペイント         |
| Wake Up, Girls! 青春の影                                    | 2015年9月25日  | 仕上げ           |
| 劇場版 弱虫ペダル                                           | 2015年8月28日  | デジタルペイント |
| リトルウィッチアカデミア 魔法仕掛けのパレード               | 2015年10月9日  | 仕上げ協力       |
| 映画 妖怪ウォッチ エンマ大王と5つの物語だニャン!            | 2015年12月19日 | 作画・仕上協力   |
| ガラスの花と壊す世界                                        | 2016年1月9日   | 仕上協力         |
| ドラえもん 新・のび太の日本誕生                             | 2016年3月5日   | 仕上             |
| ポケモン・ザ・ムービーXY&Z ボルケニオンと機巧のマギアナ     | 2016年7月16日  | ペイント         |
| 映画 妖怪ウォッチ 空飛ぶクジラとダブル世界の大冒険だニャン! | 2016年12月17日 | 作画・仕上協力   |
| ドラえもん のび太の南極カチコチ大冒険                       | 2017年3月4日   | 仕上             |
| 映画 妖怪ウォッチ シャドウサイド 鬼王の復活                 | 2017年12月16日 | 作画・仕上協力   |
| 文豪ストレイドッグス DEAD APPLE                             | 2018年3月3日   | 仕上             |
| 名探偵コナン ゼロの執行人                                   | 2018年4月13日  | デジタルペイント |
| 劇場版ポケットモンスター キミにきめた!                      | 2017年7月15日  | ペイント         |
| ドラえもん のび太の宝島                                     | 2018年3月3日   | 仕上             |

### Webアニメ
- イヴの時間 （2008年）仕上げ協力

### ゲーム
- センチメンタルプレリュード （2004年）仕上